# Phnom Kulen
Phnom Kulen, também escrito Phnom Koulen, Phnom kulen ou Koulen Mountain (em khmer: ភ្នំគូលេន, que significa "Montanha de Líchias") é uma cordilheira localizada no Camboja, na província de Siem Reap.

## Geografia
Phnom Kulen é uma cadeia montanhosa isolada, de pequenos planaltos situada ao sul das Montanhas Dangrek. A faixa se estende por cerca de 40 km e está localizada cerca de 48 km a norte da cidade de Siem Reap.
Seu ponto mais alto possui 487 metros, e sua altitude é bastante regular, com média de 400 metros ao longo de toda a gama. Geologicamente, Phnom Kulen é formada de arenito. Era importante como uma pedreira nos tempos angkorianos, sendo as principais pedreiras localizadas no ângulo sudeste do maciço.

## Área de proteção
Há um santuário na área, o Parque nacional Phnom Kulen, abrangendo os distritos de Svay Len e Va Rin. Sua finalidade é recreativa e científica, a fim de preservar os recursos naturais da região, como algumas famosas cataratas. O parque está localizado cerca de 48 km a norte da cidade provincial de Siem Reap.